# NGC 5038
NGC 5038 је лентикуларна галаксија у сазвежђу Девица која се налази на NGC листи објеката дубоког неба.
Деклинација објекта је - 15° 57' 7" а ректасцензија 13h 15m 2,0s. Привидна величина (магнитуда) објекта NGC 5038 износи 13,5 а фотографска магнитуда 14,5. NGC 5038 је још познат и под ознакама MCG -3-34-31, IRAS 13123-1541, PGC 46081.